# Yoraperla nigrisoma
Yoraperla nigrisoma är en bäcksländeart som först beskrevs av Banks 1948.  Yoraperla nigrisoma ingår i släktet Yoraperla och familjen Peltoperlidae. Inga underarter finns listade i Catalogue of Life.